# Обоян
Обоян (на руски: Обоянь) е град в Русия, административен център на Обоянски район, Курска област. Населението на града към 1 януари 2018 е 13 339 души.

## История
Селището е основано през 1639 година, през 1779 година получава статут на град.

## География
Градът се намира на 180 метра надморска височина, разположен на 60 км от Курск и на 70 км от Белгород.